# Hispano Carrocera

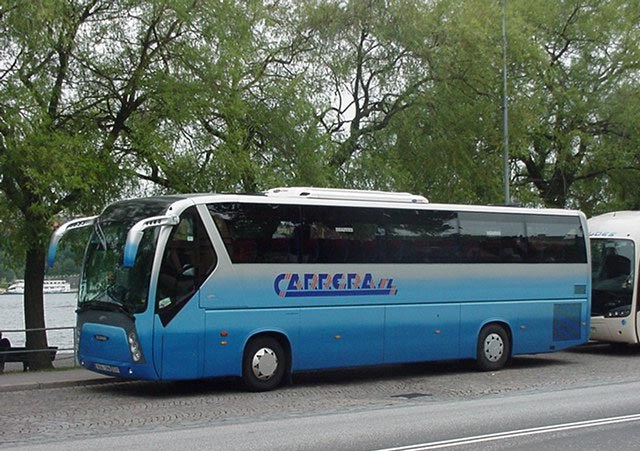
Hispano Divo

Hispano Carrocera är en spansk busstillverkare som grundades 1939 med bas i Zaragoza.
Huvudmodellerna heter Divo och Habit. Divo är en turistbuss som byggs på bland annat Scaniachassier medan Habit är en stadsbuss som baseras på bland annat Ivecos, MAN:s och Scanias chassier.
År 2000 vann Hispano en stor order på stadsbussar till Casablanca i Marocko vilket innebar en kraftig expansion av företagets verksamhet där.